# Qazaq TV
Qazaq TV (anciennement Caspionet, puis Kazakh TV) est une chaîne de télévision nationale kazakhe diffusée par satellite à destination de la diaspora de ce pays. 

Logo de Kazakh TV (2012-2020).

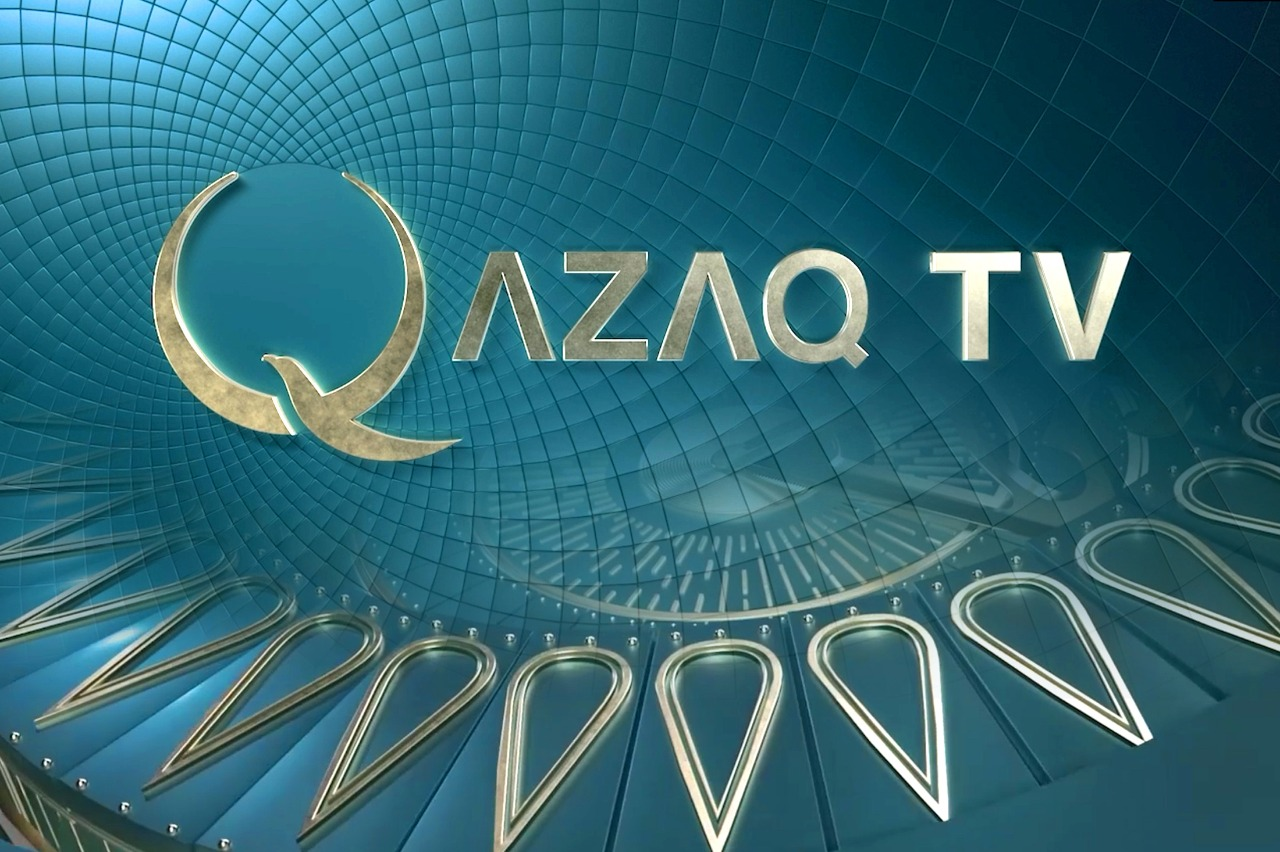
Logo de Kazakh TV (depuis 2020).

Émettant en trois langues (kazakh, russe et anglais) elle présente une grille de programmes généraliste mettant un accent tout particulier sur l'information, ce qui s'explique par le fait que la chaîne soit gérée par l'agence de presse nationale kazakhe, la « Хабар Агенттiгi » (Khabar Agency).
Reportages, bulletins d'information, météo locale, films et émissions de variétés alternent à l'antenne tout au long de la journée. À minuit (heure de Noursoultan) la chaîne diffuse en direct le journal de la nuit ( « жаңалықтар » ) lequel est rediffusé tout au long de la nuit.
La chaîne a commencé à émettre ses premiers programmes le 25 octobre 2002. Il est possible de capter ses émissions sur les satellites Intelsat 904, Astra 3A et Hot Bird.

## Histoire
- 25 octobre 2002 : cette chaîne a commencé a émettre sous le nom de CaspioNet.
- 1er septembre 2012 : la chaîne a changé son nom en Kazakh TV.
- 25 octobre 2012 - à partir du jour du dixième anniversaire, la chaîne est proposée à partir du nouveau centre multimédia Kazmedia Ortalygy à Astana au standard HDTV, format 16:9.

## Dirigeants
En 2018, la chaîne de télévision kazakhe était dirigée par Rakhimzhanova Sandugash Nourabayevna.
En 2019, Maya Bekbayeva est arrivée au poste de chef de la chaîne de télévision.